# Tišpak
En la mitología mesopotámica Tišpak fue un dios venerado en la antigua ciudad de Ešnunna, Tišpak reemplaza al antiguo dios Ninazu, del cual retoma el símbolo del animal serpiente/dragón Mušḫuššu, y su templo principal se encontraba en la misma ciudad. Se cree que pudo haber sido el gran dios local Hurrita, Teshub. Tišpak era considerado como verdadero rey de Ešnunna, y el soberano humano era llamado príncipe (rubūm). Luego el animal símbolo es retomado por Marduk.
- Datos: Q2037752